# Crocus baytopiorum
Crocus baytopiorum je druh z rodu šafrán. Je to nízká rostlina s různou intenzitou světle modré barvy okvětních lístků, někdy s krásně modrým žilkováním květů. Hlízka je silně osíťkovaná. Byl nalezen v roce 1973 v malém pohoří Honaz Dag poblíž Denizli v Turecku. Druh vykvétá blízko sněhových výležisek na kamenitých místech s vápencovým podkladem. Je to endemit jihozápadního Turecka. V přírodě i v kultuře (většinou pěstován v kořenáčích s propustným substrátem) je vzácný.